# Les Hommes à lunettes
 (mai 2019).
Si vous disposez d'ouvrages ou d'articles de référence ou si vous connaissez des sites web de qualité traitant du thème abordé ici, merci de compléter l'article en donnant les références utiles à sa vérifiabilité et en les liant à la section « Notes et références ».
Pour plus de détails, voir Fiche technique et Distribution.
Les Hommes à lunettes est un film français réalisé par Éric Le Roch et sorti en 2012.

## Synopsis
Marc, François, Charles et Pierre se retrouvent une fois par semaine pour jouer aux cartes, Pierre remplaçant un autre ami récemment décédé. Durant cinq saisons, nous les voyons se découvrir, se confronter, s'amuser et exprimer leurs différents points de vue sur un sujet fondamental de la vie : la sexualité. Marc est un chef d'entreprise à la sexualité diverse et complexe, François un jeune père ayant des rapports tendus avec sa femme, Charles et Pierre sont des libertins avec des approches différentes de leurs rapports aux femmes. Leurs vérités et faux-semblants sont éclairés par le point de vue des femmes qui les connaissent...

## Historique
Après l'expérience de Mariage chez les Bodin's, Eric Le Roch décide de réaliser un autre film aux conditions de productions atypiques. Se basant sur des conversations dont il a été témoin, il écrit une histoire se déroulant en huis clos, en un lieu unique. Le tournage des cinq séquences a lieu en quatre jours répartis sur quatre mois, séparés par des séances de répétitions. Toute l'équipe a participé à la production du film sur un mode de coopérative.
Le film a été projeté neuf mois au cinéma L'Entrepôt tous les lundis, suivi d'un débat avec l'équipe.

## Fiche technique
- Réalisation : Éric Le Roch
- Scénario : Éric Le Roch
- Photographie : Éric Le Roch et Wilfrid Sempé
- Musique : Franco Perry
- Montage : Bertrand Boutillier
- Production : ADR Productions
- Pays :  France
- Genre : comédie
- Durée : 79 minutes
- Date de sorte : 
  - 26 mars 2012 : France
  - 1er novembre 2012 : Ukraine

## Distribution
- Jean-Gilles Barbier : Marc
- Louis-Marie Audubert : François
- Serge Hazanavicius : Charles
- Jean-Pierre Durand : Pierre
- Nathalie Kanoui
- Sandrine Le Berre
- Marie-Hélène Lentini
- Catherine Marchal
- Aude Thirion
- Françoise Lépine
- Sarah Manesse
- Véronique Barrault
- Adina Cartianu
- Emilie Colli
- Manon Rony
- Sotha